# Fenwickia hirsuta
Fenwickia hirsuta är en tvåvingeart som beskrevs av Malloch 1930. Fenwickia hirsuta ingår i släktet Fenwickia och familjen myllflugor. Inga underarter finns listade i Catalogue of Life.